# Maxim Odnodworzew
Maxim Anatoljewitsch Odnodworzew (kasachisch Максим Анатольевич Однодворцев, * 22. Februar 1980 in Leninogorsk) ist ein ehemaliger kasachischer Skilangläufer.

## Werdegang
Odnodworzew trat international erstmals bei den Europäischen Olympischen Winter-Jugendtagen 1997 in Sundsvall in Erscheinung. Dort gewann er Gold über 10 km Freistil. Sein erstes Weltcuprennen bestritt Odnodworzew im November 2001 in Kuopio, bei dem er mit seiner Staffel Sechzehnter wurde. Seitdem konnte er vier FIS-Rennen gewinnen und einmal bei einem 50-km-Rennen in Oslo den zwölften Platz erreichen, was Odnodworzews bestes Weltcupeinzelergebnis war. Zudem kam er mit der Staffel sieben Mal unter die Top 10, jedoch nie auf das Podest. In der Saison 2002/03 holte er bei der Winter-Universiade 2003 in Tarvisio die Bronzemedaille mit der Staffel und bei den Winter-Asienspielen 2003 in der Präfektur Aomori jeweils die Silbermedaille über 10 km klassisch und mit der Staffel und jeweils die Goldmedaille über 15 km Freistil und 30 km Freistil. Bei der Winter-Universiade 2005 in Seefeld in Tirol gewann er Bronze über 10 km Freistil und Gold mit der Staffel. Bei den Olympischen Winterspielen 2006 in Turin konnte er in Pragelato den neunten Rang bei der Verfolgung erringen. Seine beste Platzierung bei Weltmeisterschaften war ein dreizehnter Platz in der Staffel bei den Weltmeisterschaften 2003 im Val di Fiemme. Bei diesen Weltmeisterschaften erreichte er auch sein bestes Einzelergebnis bei Weltmeisterschaften, einen 20. Platz bei einem 15-km-Rennen. In der Saison 2006/07 holte er bei der Winter-Universiade 2007 in Pragelato nochmals die Goldmedaille mit der Staffel und bei den Winter-Asienspielen 2007 in Changchun jeweils die Goldmedaille über 30 km Freistil und mit der Staffel. Bei der Tour de Ski 2007/2008 erreichte Maxim Odnodworzew  Rang 41.
Odnodworzew studierte an einer Universität in Almaty. Maxim Odnodworzew spricht Englisch und Russisch.